# Mongomo
Mongomo ist eine Stadt im Osten von Äquatorialguinea. Sie ist die Hauptstadt der Provinz Wele-Nzas und liegt unmittelbar an der Grenze zu Gabun auf 630 m. Die eigentliche Stadt hat 7089 Einwohner (Stand 2022), inklusive des Umlands sind es etwa 53.510 Einwohner (Stand 2012), von denen mehrere Tausend ausländische Arbeiter einer chinesischen Firma sind.
Der aktuelle Präsident Äquatorialguineas Teodoro Obiang stammt aus der Gegend um Mongomo und wuchs auch dort auf. Der erste Präsident des Landes Francisco Macías Nguema, ein Verwandter des jetzigen Präsidenten, war noch vor der Erlangung der Unabhängigkeit von Spanien Bürgermeister von Mongomo. 
2011 wurde hier die Kathedralbasilika der Unbefleckten Empfängnis als zweitgrößte Kirche Afrikas errichtet, die seit 2017 Sitz des Bistums Mongomo ist.
Mongomo war einer der vier Austragungsorte der Fußball-Afrikameisterschaft 2015.

## Bevölkerungsentwicklung
| Bevölkerungsentwicklung | Bevölkerungsentwicklung |
| Censusjahr              | Einwohnerzahl           |
| ----------------------- | ----------------------- |
| 1983                    | 2370                    |
| 2001                    | 5791                    |
| 2012                    | 7251                    |
| 2022                    | 7089                    |

## Persönlichkeiten
- Simeón Oyono Esono Angue (* 1967), Politiker
- Justo Nguema (* 1987), Fußballspieler
- Felipe Ovono (* 1993), Fußballspieler